# Enoplometopus callistus
Enoplometopus callistus is een kreeftensoort uit de familie van de Enoplometopidae. De wetenschappelijke naam van de soort is voor het eerst geldig gepubliceerd in 1970 door Intès & Le Loeuff.